# Anders Sten (borgmästare)
Anders Sten (ursprungligen Stensson) var en bergsman och borgmästare i Lindesbergs stad 1652-1684 och stadens riksdagsman vid riksdagarna 1660, 1664, 1668, 1680 och 1682.
Anders Sten var son till borgmästaren Sten Andersson. Han tjänstgjorde under 1640-talet i faderns ställe vid uppdrag i Stockholm och då han 1652 avgick från borgmästarsysslan föreslog han sin son som efterträdare, något som även blev beviljat. Anders Sten ansågs som en driftig företagare och var från början mycket uppskattad av landshövdingarna. 1671 erhöll han Norra Ölsboda hammar som förläning. Däremot visade sig borgarna i Lindesberg mindre nöjda med honom. De verkar främst ha ansett att han i första hand såg till sina egna intressen och i mindre grad till stadens. Redan 1664 ifrågasattes hans nit på en allmän rådstuga. De klagomål som framfördes till landshövdingen gällde dock främst mindre brister, och 1672 fastslog landshövdingen att Anders Sten skulle få sitta kvar så länge han skötte sin tjänst väl. Kritik fortsatte dock att komma och efterhand verkar Abraham Leijonhufvud alltmer tagit sin hand från Sten. Bland annat gällde en av konflikterna en damm Anders Sten låtit uppföra vid Dalkarlshyttan och som åstadkom skada på ängar och tomter för övriga bergsmän i byn. I samband med det kontaktade Anders Sten Kunglig majestät för att söka en ny bättre befattning som ersättning för borgmästarbefattningen. Han erbjöd sig även i annat fall kunna tänka sig att få tillstånd att i stället köpa halva Guldsmedshyttan och Västra Bohr. Anders Sten verkar inte ha fått något svar på sin begäran. Under en tid därefter var situationen lugn men mot slutet av 1670-talet ökade klagomålen igen. 1682 utbröt tumult under den allmänna rådstugan sedan Lindesbergs borgare inte ville ha Anders Sten som sin riksdagsman. Vid denna tid började dock Anders Sten bli gammal, och sedan landshövdingen Gustaf Lilliecrona försäkrat honom om att han skulle få en god pension valde han 1684 att begära avsked från sin post. Han tillerkändes senare 100 daler årligen i pension, en summa han senare med hänvisning till att hans hustru, Katarina Elisabeth Böök varit livsömmerska försökte få höjd. Ännu 1696 förekom en begäran om höjning av pensionen.